# Corrente elétrica
Corrente elétrica é o fluxo ordenado de partículas portadoras de carga elétrica ou o deslocamento de cargas dentro de um condutor, quando existe uma diferença de potencial elétrico entre as extremidades. Tal deslocamento procura restabelecer o equilíbrio desfeito pela ação de um campo elétrico ou outros meios (reações químicas, atrito, luz, etc.).
Microscopicamente, as cargas livres estão em movimento aleatório devido à agitação térmica. Apesar desse movimento desordenado, ao ser aplicado um campo elétrico na região das cargas surge uma força elétrica que imprime uma velocidade de arraste, a qual impõe um movimento ordenado que se superpõe ao primeiro. Esse movimento recebe o nome de movimento de deriva das cargas livres.
Raios são exemplos de corrente elétrica, bem como o vento solar, porém a mais conhecida, provavelmente, é a do fluxo de elétrons ao longo de um condutor elétrico, geralmente metálico.
A intensidade da corrente elétrica é definida como a razão entre Valor absoluto (álgebra)|módulo]] da carga ΔQ que atravessa certa secção transversal do condutor em um intervalo de tempo Δt.
{\displaystyle I=\lim _{\Delta t\to 0}{\frac {|\Delta Q|}{\Delta t}}={\frac {dQ}{dt}}}
A unidade de medida da corrente no Sistema Internacional de Unidades (SI) é o ampère (A), assim denominada em homenagem a André-Marie Ampère.

## Conceito de corrente elétrica
Denominamos corrente elétrica a todo movimento ordenado de partículas eletrizadas. Para que esses movimentos ocorram é necessário haver tais partículas − íons ou elétrons − livres no interior dos corpos.
Corpos que possuem partículas eletrizadas livres em quantidades razoáveis são denominados condutores, pois essa característica permite estabelecer corrente elétrica em seu interior.
Nos metais existe grande quantidade de elétrons livres, em movimento desordenado. Quando se cria, de alguma maneira, um campo elétrico ({\displaystyle {\vec {E}}}) no interior de um corpo metálico, esses movimentos passam a ser ordenados no sentido oposto ao do vetor campo elétrico ({\displaystyle {\vec {E}}}), constituindo a corrente elétrica.
Nas soluções eletrolíticas existe grande quantidade de cátions e ânions livres, em movimento é desordenado. Quando se cria, de alguma maneira, um campo elétrico ({\displaystyle {\vec {E}}}) no interior de uma solução eletrolítica, esses movimentos passam a ser ordenados: o movimento dos cátions, no sentido do vetor campo elétrico ({\displaystyle {\vec {E}}}), e o dos ânions, no sentido oposto. Essa ordenação constitui a corrente elétrica.
Nos gases ionizados existe grande quantidade de cátions e elétrons livres, em movimento desordenado. Quando se cria, de alguma maneira, um campo elétrico ({\displaystyle {\vec {E}}}) no interior de um gás ionizado, esses movimentos passam a ser ordenados: o movimento dos cátions, no sentido do vetor campo elétrico ({\displaystyle {\vec {E}}}), e o dos elétrons, no sentido oposto. Essa ordenação constitui a corrente elétrica.

Tipos de corrente contínua

Com a finalidade de facilitar o estudo das leis que regem os fenômenos ligados às correntes elétricas, costuma=se adotar um sentido convencional para a corrente elétrica, coincidente com o sentido do vetor campo elétrico ({\displaystyle {\vec {E}}}) que a produziu.
Consequentemente, esse sentido será o mesmo do movimento das partículas eletrizadas positivamente e oposto ao das partículas eletrizadas negativamente.

### Corrente contínua
Corrente contínua (CC ou DC - do inglês direct current) é o fluxo ordenado de cargas elétricas no mesmo sentido. Esse tipo de corrente é gerado por baterias de automóveis ou de motos (6, 12 ou 24 V), pequenas baterias (geralmente de 9V), pilhas (1,2 V e 1,5 V), dínamos, células solares e fontes de alimentação de várias tecnologias, que retificam a corrente alternada para produzir corrente contínua.

### Corrente alternada

Corrente alternada senoidal

Corrente alternada (CA ou AC - do inglês alternating current) é uma corrente elétrica cujo sentido varia no tempo, ao contrário da corrente contínua cujo sentido permanece constante ao longo do tempo. A forma de onda usual em um circuito de potência CA é senoidal por ser a forma de transmissão de energia mais eficiente. Entretanto, em certas aplicações, diferentes formas de ondas são utilizadas, tais como triangular ou ondas quadradas.
Enquanto a fonte de corrente contínua é constituída pelos pólos positivo e negativo, a de corrente alternada é composta por fases (e, muitas vezes, pelo fio neutro).

## Sentido da corrente

De acordo com a lei de Ampère, uma corrente elétrica produz um campo magnético.

No início da história da eletricidade definiu-se o sentido da corrente elétrica como sendo o sentido do fluxo de cargas positivas, ou seja, as cargas que se movimentam do pólo positivo para o pólo negativo. Naquele tempo nada se conhecia sobre a estrutura dos átomos. Não se imaginava que em condutores sólidos as cargas positivas estão fortemente ligadas aos núcleos dos átomos e, portanto, não pode haver fluxo macroscópico de cargas positivas em condutores sólidos. No entanto, quando a física subatômica estabeleceu esse fato, o conceito anterior já estava arraigado e era amplamente utilizado em cálculos e representações para análise de circuitos.
Esse sentido continua a ser utilizado até os dias de hoje e é chamado sentido convencional da corrente.
Em qualquer tipo de condutor, este é o sentido contrário ao fluxo líquido das cargas negativas ou o sentido do campo elétrico estabelecido no condutor. Na prática qualquer corrente elétrica pode ser representada por um fluxo de portadores positivos sem que disso decorram erros de cálculo ou quaisquer problemas práticos.
O sentido real da corrente elétrica depende da natureza do condutor.
A corrente elétrica não é  exclusividade dos meios sólidos - ela pode  ocorrer também nos gases e nos líquidos.
Nos sólidos, as cargas cujo fluxo constitui a corrente real são os elétrons livres. Nos líquidos, os portadores de corrente são íons positivos e íons negativos. Nos gases, são íons positivos, íons negativos e elétrons livres. A corrente elétrica que se estabelece nos condutores eletrolíticos e nos condutores gasosos (como a que surge em uma lâmpada fluorescente) é denominada corrente iônica.
O sentido real é o sentido do movimento de deriva das cargas elétricas livres (portadores). Esse movimento se dá no sentido contrário ao do campo elétrico se os portadores forem negativos (caso dos condutores metálicos), e no mesmo sentido do campo, se os portadores forem positivos. Mas existem casos em que verificamos cargas se movimentando nos dois sentidos. Isso acontece quando o condutor apresenta os dois tipos de cargas livres (condutores iônicos, por exemplo).
Nesses casos, não são só os portadores de carga negativa que entram em movimento, mas também os portadores de carga positiva: os íons também entram em movimento.
Por exemplo: se, numa solução iônica,  são colocados dois eletrodos  ligados a uma bateria, um eletrodo adquire carga positiva, e outro, carga negativa. Com isso, o movimento dos íons negativos e dos elétrons se dará no sentido do eletrodo positivo, enquanto o movimento dos íons positivos  ocorrerá no sentido do eletrodo negativo.
O mesmo ocorre em meio gasoso, no caso dos gases ionizados.  A intensidade I da corrente elétrica também é determinada pela mesma equação apresentada acima. A diferença é que, nesse caso, a quantidade de carga elétrica será dada pela soma de cargas positivas e negativas.

## Transferência de cargas

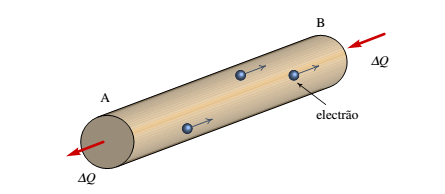
Fio metálico a conduzir uma corrente I de B para A

Por convenção, usa-se o sentido da transferência de cargas positivas para definir o sentido
da corrente elétrica. Assim, se as cargas de condução forem eletrões, como acontece num
metal, o sentido da corrente será oposto ao sentido do movimento dos eletrões. Por exemplo,
o fio metálico na figura transporta corrente elétrica de B para A. Num determinado
intervalo de tempo, a carga dos eletrões transportados de A para B é {\displaystyle -\Delta Q} ; isso implica que a carga dos protões que se combinaram com os eletrões em B foi {\displaystyle \Delta Q} , e essa é também a carga dos protões que ficaram em A após a partida dos eletrões.
Consequentemente, é equivalente considerar que houve transporte de carga {\displaystyle -\Delta Q} de A para B, ou transporte de carga {\displaystyle \Delta Q} de B para A. A corrente I é definida no sentido do transporte da carga positiva.
A carga total transferida durante um intervalo de tempo é o integral da corrente I , nesse
intervalo:
{\displaystyle Q=\int \limits _{t_{1}}^{t_{2}}{\mathit {I}}\;dt}
No sistema internacional de unidades a unidade usada para medir a corrente elétrica é o
ampere, designado pela letra A, que equivale à transferência de uma carga de um coulomb
cada segundo:
{\displaystyle 1\;A=1\;C/s}

## Velocidade de deriva
Ao estabelecermos um campo elétrico em um condutor verificamos, superposto ao movimento aleatório das cargas livres, um movimento de deriva dessas cargas. Em metais, condutores mais conhecidos, temos elétrons como portadores de carga livres. Essas partículas oscilam aleatoriamente a velocidades médias da ordem de 105 a 106 m/s. No entanto o movimento de deriva se dá a uma taxa da ordem de 10-3m/s (na situação de máxima densidade de corrente). Ou seja, quando temos a máxima densidade de corrente permitida pelas normas técnicas a velocidade de deriva dos elétrons livres é cerca de 2 mm/s.

## Densidade de corrente
A corrente elétrica φ se relaciona com a densidade de corrente elétrica j através da fórmula
{\displaystyle \phi =j\cdot A}
onde, no SI,
φ é a corrente medida em ampères
j é a "densidade de corrente" medida em ampères por metro quadrado
A é a área pela qual a corrente circula, medida em metros quadrados
A densidade de corrente é definida como:
{\displaystyle j=\int _{i}n_{i}\cdot x_{i}\cdot \mathbf {u_{i}} }
onde
n é a densidade de partículas (número de partículas por unidade de volume)
x é a massa, carga, ou outra característica na qual o fluxo poderia ser medido
u é a velocidade média da partícula em cada volume
Densidade de corrente é de importante consideração em projetos de sistemas elétricos. A maioria dos condutores elétricos possuem uma resistência positiva finita, fazendo-os então dissipar potência na forma de calor. A densidade de corrente deve permanecer suficientemente baixa para prevenir que o condutor funda ou queime, ou que a isolação do material caia. Em superconductores, corrente excessiva pode gerar um campo magnético forte o suficiente para causar perda espontânea da propriedade de supercondução.

## Métodos de medição
Para medir a corrente, pode-se utilizar um amperímetro. Apesar de prático, isto pode levar a uma interferência demasiada no objeto de medição, como por exemplo, desmontar uma parte de um circuito que não poderia ser desmontada.
Como toda corrente produz um campo magnético associado, podemos tentar medir este campo para determinar a intensidade da corrente. O efeito Hall, a bobina de Rogowski e sensores podem ser de grande valia neste caso.

## Lei de Ohm
Para componentes eletrônicos que obedecem à lei de Ohm, a relação entre a tensão (V) dada em volts aplicada ao componente e a corrente elétrica que passa por ele é constante. Esta razão é chamada de resistência elétrica e vale a equação:
{\displaystyle I={\frac {V}{R}}}